# Amalfi (Kolumbien)
Amalfi ist eine Gemeinde (Municipio) im Departamento Antioquia in Kolumbien.

## Geographie
Amalfi liegt in der Subregion Nordeste in Antioquia 144 km von Medellín entfernt auf einer Höhe von ungefähr 1550 m ü. NN in der Zentralkordillere der kolumbianischen Anden und hat eine Durchschnittstemperatur von 24 °C. An die Gemeinde grenzen im Westen Gómez Plata, Anorí und Guadalupe, im Osten Segovia, Remedios und Vegachí, im Süden Yolombó und im Norden Anorí und Segovia.

## Bevölkerung
Die Gemeinde Amalfi hat 27.921 Einwohner, von denen 16.614 im städtischen Teil (cabecera municipal) der Gemeinde leben (Stand: 2022).

## Geschichte
Amalfi wurde 1838 gegründet und erhielt 1843 den Status einer Gemeinde.

## Wirtschaft
Die wichtigsten Wirtschaftszweige von Amalfi sind Bergbau (Gold, Kalkstein, Feldspat, Quarz, Marmor), Landwirtschaft (Kaffee, Zuckerrohr, Kakao, Mais, Bohnen, Bananen, Maniok, Tomaten, Weißkohl, Paprika, Obst), Holzwirtschaft, Energieerzeugung und Handel.

## Infrastruktur
Amalfi verfügt über einen kleinen Regionalflughafen, der den IATA-Code AFI hat.

## Bildung
In Amalfi befindet sich ein Standort der Universidad de Antioquia. Der Standort wurde 2005 eröffnet.

## Söhne und Töchter der Stadt
- Piedad Bonnett (* 1951), Autorin und Professorin an der Universidad de los Andes in Bogotá
- Carlos Castaño Gil (1965–2004), Gründer und langzeitiger Führer der paramilitärischen Autodefensas Campesinas de Córdoba y Urabá
- Fidel Castaño Gil  (1951–1994), Gründer und langzeitiger Führer der paramilitärischen Autodefensas Campesinas de Córdoba y Urabá und Los Pepes
- Daniel Muñoz (* 1996), kolumbianischer Fußballspieler